# Super Simpson
Super Simpson (v anglickém originále Simple Simpson) je 19. díl 15. řady (celkem 332.) amerického animovaného seriálu Simpsonovi. Scénář napsal Jon Vitti a díl režíroval Jim Reardon. V USA měl premiéru dne 2. května 2004 na stanici Fox Broadcasting Company a v Česku byl poprvé vysílán 14. ledna 2007 na stanici ČT2.

## Děj
Poté, co Homer zhlédne reklamu, v níž může vyhrát bezplatnou prohlídku továrny na slaninu farmáře Billyho, se vydá na honbu za zlatou vstupenkou. V jednom z balíčku slaniny však nalezne pouze stříbrnou vstupenku, jež mu umožní být porotcem soutěže prasat na springfieldském okresním veletrhu. Na veletrhu je Lízin příspěvek do soutěže s prostíráním zničen bohatým Texasanem, který se jí pak vysmívá, což způsobí, že se Homer chce pomstít. Homer si vzpomene na varování náčelníka Wigguma, že pokud se dopustí dalšího trestného činu napadení, bude zatčen, a tak se převlékne za maskovaného superhrdinu „Pie mana“ a hodí koláč Texasanovi přímo do obličeje, čímž ho poníží a dav se mu vysměje. Druhý den, když se Homer dozví, že Komiksák okradl Barta, přijde jako Pie man (s novějším vzhledem) a hodí mu koláč do obličeje, čímž ho poníží před Nichelle Nicholsovou, kterou Komiksák pozval na čaj a pokec, a ta pak okamžitě odejde, jakmile uvidí jeho koláč na jeho obličeji. 
Jak dny plynou, Pie man se stává velkou novinkou, koláče hází na mnoho „springfieldských darebáků“. Obyvatelé Springfieldu očekávají, že Pie man přijde na slavnostní otevření nové kliniky estetické chirurgie, kterou nechal starosta Quimby postavit na místě předchozího nájemce, Springfieldské dětské nemocnice. Náčelník Wiggum také plánuje past na Pie mana, který vynechává „přednášky o bezpečnosti na kole“. Jak se dalo očekávat, Pie man dorazí, ale když je na něj past nastražena, poté, co je postřelen do ruky, uteče. Zachrání také Marge před ušlapáním panikařícím davem a dá jí polibek, což způsobí, že se Marge do Pie mana zamiluje. Po návratu domů a po vytažení kulky z ruky je Homer odhalen jako Pie man Lízou, jež ho podezřívala, že je Pie man, když rodina opakovaně dostávala Pie manovu poštu. Homer odhalí svůj tajný život v „Koláčové jeskyni“, což je jen rodinný sklep, kde Líza prosí Homera, aby přestal být Pie manem, než se mu stane vážnější úraz. 
Přesto se druhý den v elektrárně Homer nedokáže vyrovnat se šikanou pana Burnse vůči němu a jeho spolupracovníkům. Poté, co si představí rozhovor s koláči, se Homer rozhodne být naposledy Pie manem, aby se Burnsovi pomstil. Poté, co ho koláčem skolil, se Homer pokusí utéct, ale usne na gauči přímo za Burnsem a Smithersem, kteří ho chytí a odhalí. Burns Homera okamžitě vydírá a chce, aby se stal jeho „osobním zabijákem“, který bude házet koláče na ty, jež Burns nenávidí, jinak bude udán policii a donucen k veřejně prospěšným pracím. 
Poté, co Homer zmasakruje sám sebe a později i skautku prodávající sušenky, dostane od Burnse za úkol zmasakrovat tibetského buddhistického duchovního učitele dalajlámu (protože podle Burnse „všechny jeho řeči o míru a lásce troubí na mé rudé čínské pány“). Když se Homer objeví na dalajlámově shromáždění, vidí, že je přítomna Líza, a je na vážkách mezi porušením slibu, který jí dal, a Burnsovou hrozbou. Právě když se chystá hodit na dalajlámu koláč, Homer se zastaví a rozhodne se odhalit jako Pie man. Nikdo však Homerovi kvůli vlastní hlouposti nevěří, že je Pie manem, i když na tom trvá. Líza pak Homerovi řekne, že stvořil hrdinu, kterému se sám nemůže vyrovnat. Homer souhlasí a odvádí Lízu domů s úlevou, že se konečně vymanil z Burnsovy kontroly. 
Té noci Marge přizná, že také věděla, že Homer je Pie manem, a řekne, že v tom obleku to byl jednoznačně on. Homer pak stojí na střeše a prohlašuje, že se Pie man vrátí, aby spolu se svým novým pomocníkem, jímž je Bart, pomáhal lidem, s nimiž se špatně zachází. Marge je pak požádá, aby vyčistili okapy, když už jsou na střeše, což je velmi rozčílí.

## Kulturní odkazy
Scéna, kdy si Homer vyrábí kostým Pie mana, a jeho polibek s Marge v uličce vzhůru nohama jsou parodií na film Spider-Man z roku 2002. Soutěž farmáře Billyho o „zlatou vstupenku“ je odkazem na soutěž z filmu Karlík a továrna na čokoládu od Roalda Dahla; stejně jako Willy Wonka také nosí klobouk. Pořad Ostrov promiskuitních idiotů je parodií na reality show Temptation Island, Joe milionář a The Bachelor. Na Lízině prostírání je citát „Je-li hudba pokrmem lásky, hrajte dál.“ z 1. dějství 1. scény Večera tříkrálového aneb Cokoli chcete od Williama Shakespeara. V reklamě na továrnu slaniny farmáře Billyho vypadá prase v modrých montérkách a klobouku podobně jako Prasátko Porky. Country zpěvák na pouti se podobá skutečné country hvězdě Alanu Jacksonovi a píseň „America (I Love this Country)“ je parodií na píseň Leea Greenwooda „God Bless the USA“. Skladba hrající při vystoupení dalajlámy má název „See See Rider“.

## Jiná média
Postava Pie mana se objevila v komiksové sérii Simpsons Super Spectacular. V roce 2007 vydala společnost McFarlane Toys šestipalcovou figurku Homera a Barta jako Pie mana a Cupcake kida.